# Cervonîi Stepok (Mîroliubivka), Jîtomîr
Cervonîi Stepok (în ucraineană Червоний Степок) este un sat în comuna Mîroliubivka din raionul Jîtomîr, regiunea Jîtomîr, Ucraina.

## Demografie
Componența lingvistică a localității Cervonîi Stepok
     Ucraineană (98,55%)
     Rusă (1,45%)
Conform recensământului din 2001, majoritatea populației localității Cervonîi Stepok era vorbitoare de ucraineană (98,55%), existând în minoritate și vorbitori de rusă (1,45%).